# جبل بربرو
جبل بَرْبْرُو جبل يقع بالوسط الغربي للجمهورية التونسية بولاية سليانة، جنوب غربي مدينة مكثر. يبلغ ارتفاعه 1183 م.